# Hiroyoshi Kuwabara
Hiroyoshi Kuwabara (jap. 桑原 裕義, Kuwabara Hiroyoshi; * 2. Oktober 1971 in der Präfektur Hiroshima) ist ein ehemaliger japanischer Fußballspieler.

## Karriere
Kuwabara erlernte das Fußballspielen in der Schulmannschaft der Hiroshima Technical High School und der Universitätsmannschaft der Osaka University of Health and Sport Sciences. Seinen ersten Vertrag unterschrieb er 1994 bei Sanfrecce Hiroshima. Der Verein spielte in der höchsten Liga des Landes, der J1 League. 1994 wurde er mit dem Verein Vizemeister der J1 League. 1995, 1996 und 1999 erreichte er das Finale des Kaiserpokal. Am Ende der Saison 2002 stieg der Verein in die J2 League ab. Für den Verein absolvierte er 229 Spiele. 2004 wechselte er zum Erstligisten Albirex Niigata. Für den Verein absolvierte er 46 Erstligaspiele. Danach spielte er bei Giravanz Kitakyushu und Fagiano Okayama. Ende 2011 beendete er seine Karriere als Fußballspieler.

## Erfolge
Sanfrecce Hiroshima
- J1 League

Vizemeister: 1994
- Kaiserpokal

Finalist: 1995, 1996, 1999